# August Christian Børner
August Christian Børner født 24. marts 1883 i Holbæk - 1966, var en dansk boghandler, biografejer og atlet.
Børner, som var søn af en slagtermester i Holbæk, blev udlært som boghandler hos E.S. Jessen i Fredericia 1897-1901, han arbejdede som medhjælper hos Chr. Juel i Århus, og efter millitætjenesten i 1904 kom han til Axel Løngreen i Kolding. Han var en af Danmarks bedste løbere og vandt flere medaljer ved DM. I 1906 kom han til Næstved hos Carl Hinding, hvis boghandel han overtog i 1913. Han solgte også pianoer fra Hornung & Møller og havde også mange andre musikinstrumenter. Han drev boghandelen Næstved i 48 år, inden han solgte den til Karl Johan Lange i 1962. Han startede et eget bogforlag og var ejer af Næstved Biografteater (Bio Næstved) samt impresario for kubankosakkerne i Danmark.
A.C. Børner overtog bevillingen til Næstved Bio i 1940 og drev biografen til sin død. Han fik bevillingen på betingelse af han byggede et nyt biografteater inden to år, men byggeriet blev udskudt til efter 2. verdenskrig. Først i 1951 blev en ny biograf åbnet, men den var til gengæld ifølge Næstved Tidendes anmeldelse "et af Landets største, skønneste og mest moderne" biografteatre.

## Danske mesterskaber
- Sølv 1905 1 mile
- Sølv 1903 ¼ mile
- Sølv 1903 ½ mile
- Sølv 1903 1 mile